# Sizal

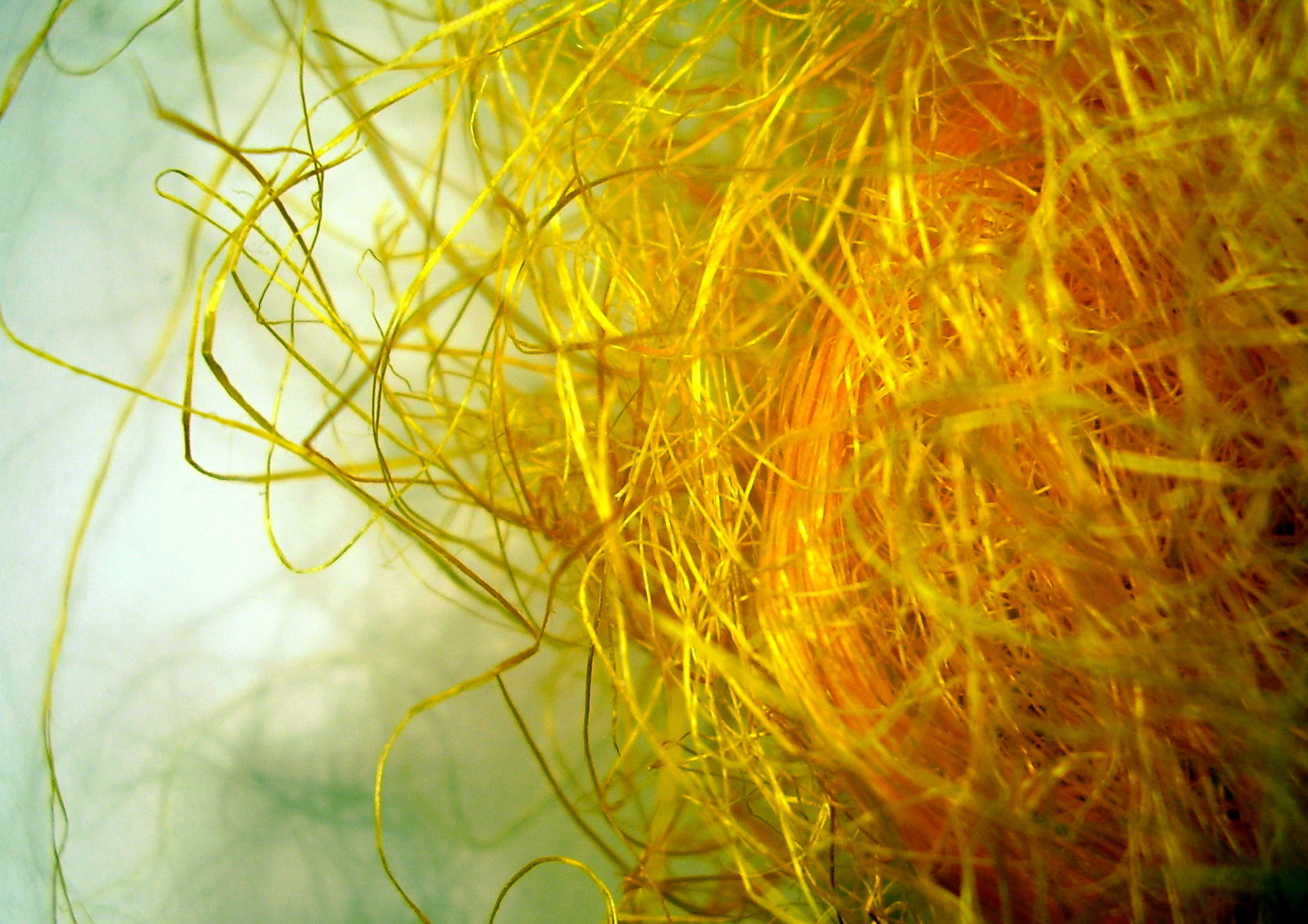
Sizal barwiony

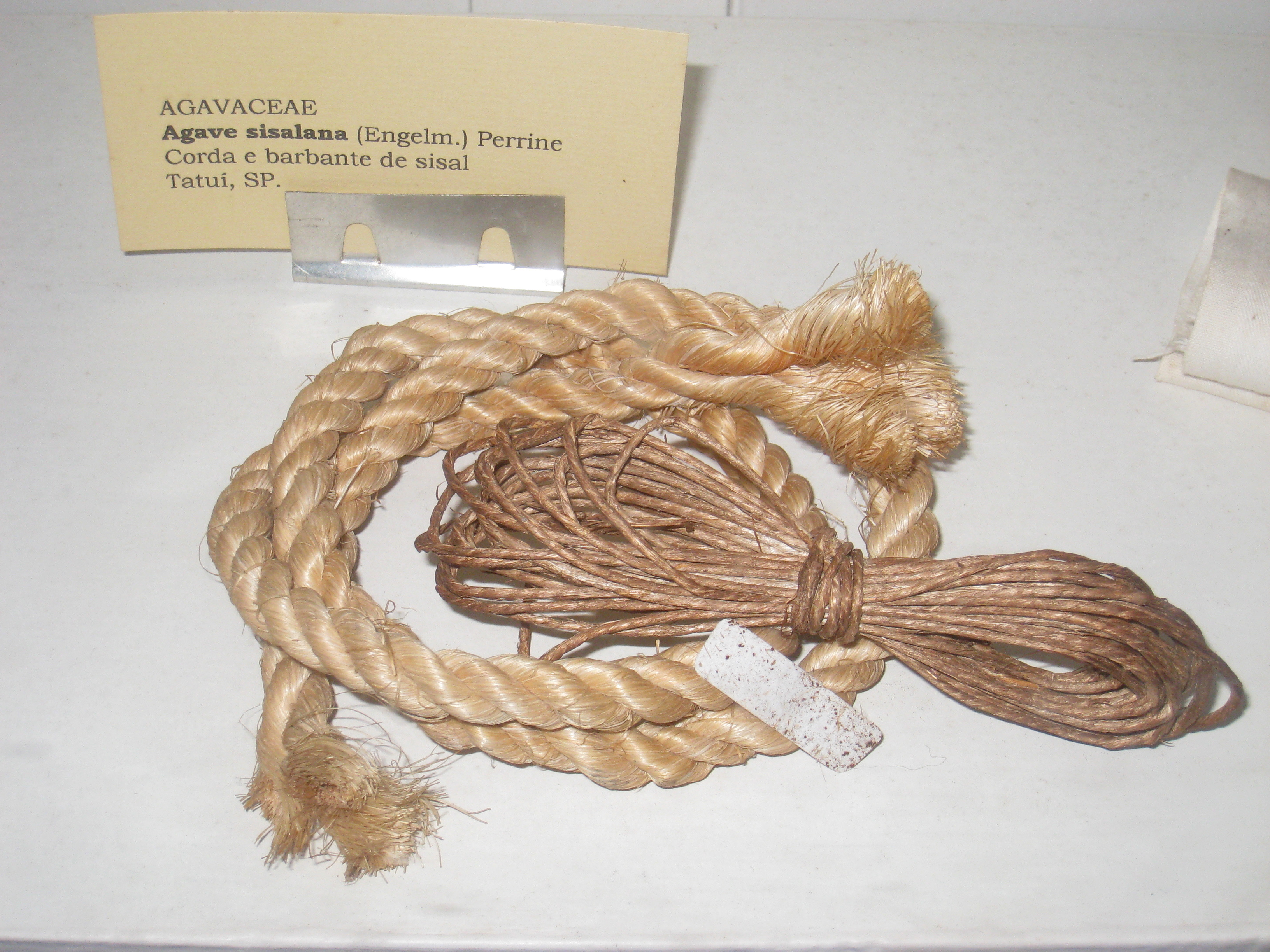
Wyroby z sizalu

Sizal (sisal) – twarde i bardzo wytrzymałe włókno otrzymywane ze specjalnego gatunku agawy – agawy sizalowej. Jest to roślina wieloletnia, wymagająca klimatu tropikalnego. Dojrzałe liście agaw dochodzą do 2 metrów długości, 4-6 centymetrów grubości i 15 centymetrów szerokości w części środkowej.  
Włókno pozyskuje się z liści metodą ręczną, bądź ręczno–półmechaniczną. Proces ten musi odbyć się zaraz po ścięciu liści, ponieważ wydobywanie jest wtedy najłatwiejsze i daje najlepsze wyniki.  Sizal stosowany jest do wyrabiania lin, plecionek, mat, worków i innych.
W roku 2005 na świecie wytworzono ok. 385 tys. ton sizalu, a dominującym producentem (około 50% produkcji światowej) była Brazylia.